# Самадзай, Вида
Вида Самадзай (род. 22 февраля 1978, провинция Хост, Афганистан) — активистка афганского женского движения. Победительница конкурса красоты «Мисс Афганистан» и участница конкурса «Мисс Земля — 2003», где она была удостоена специальной награды — «Красота за правое дело».

## Биография
Вида Самадзай — пуштунка, родилась и выросла в Афганистане. В 1996 году, спасаясь от режима талибов, эмигрировала в США. Изучает маркетинг в Калифорнийском университете. Приняла активное участие в основании в США благотворительной организации афганских женщин, которая осуществляет помощь афганкам по правовым вопросам и вопросам образования.
В 2003 году Вида Самадзай приняла участие в конкурсе красоты «Мисс Земля», проходившем в Маниле (Филиппины). Она стала второй «Мисс Афганистан», участвовавшей в международном конкурсе красоты, с тех пор как Зохра Дауд получила это титул в 1974 году. Её участие в конкурсе и в особенности, появление в красном бикини, вызвало осуждение среди официальных лиц Афганистана, в частности, председателя Верховного суда Афганистана Фазеля Ахмада Манави и министра по делам женщин Хабибы Сураби, заявивших, что такая демонстрация женского тела противоречит законам Ислама и культуре Афганистана. Она получила специальный приз «Красота за дело мира». Награда была вручена за «явление собой символа вновь обретенной непоколебимости, отваги и духа современной женщины». Это приз был вручён впервые за всю историю конкурса, и теперь будет присуждаться ежегодно. Самадзай сказала, что её участие в конкурсе стало мощным посланием её соотечественницам.
В 2004 году Самадзай вернулась на Филиппины. Она была одним из членов жюри, избравшего Присиллу Мейреллис «Мисс Земля — 2004».